# Делетраз, Жан-Дени
Жан-Дени́ Делетра́з (фр. Jean-Denis Délétraz, 1 октября, 1963, Женева) — швейцарский автогонщик. Считается одним из слабейших пилотов Формулы-1 1990-х годов. Выступал за команды нижней части пелотона Larrousse и Pacific, будучи «рента-драйвером» — пилотом, который оплачивает своё участие в гонках. Провёл только три Гран-при, в которых не набрал ни одного очка. При этом Жан-Дени Делетра добился успехов в гонках на выносливость.

## Биография

### До Формулы-1
Начал заниматься автогонками в 1984 году, в 1985 году был бронзовым призёром французской Формулы-3. С 1988 по 1991 год выступал в Международной Формуле-3000: лучшим его достижением стали два 3-х места в гонках и 13-е место по итогам сезона 1988 года. Затем Делетраз стал владельцем гоночной команды FIRST racing (до этого команда предприняла неудачную попытку дебютировать в сезоне Формулы-1 1989 года), но за три сезона не смог больше набрать ни одного очка. С 1992 по 1994 год выступал во французском туринговом чемпионате и гонках Суперкубка Порше, где он не поднимался выше 5-го места в гонках.

### Карьера в Формуле-1
В конце того же 1994 года оказался в Формуле-1. Команда Larrousse, находясь на грани финансового краха, нуждалась в пилоте, способном заплатить за своё участие, иначе у неё просто не оставалось денег, чтобы приехать на заключительную гонку сезона 1994 года в Аделаиде.
Гран-при Австралии 1994 года стал последним Гран-при в истории Формулы-1, в котором число участников превосходило число мест на стартовой решетке. Тем не менее, Делетраз смог пробиться на старт, показав 25-е время и опередив такого же рента-драйвера Миммо Скиаттареллу из команды «Симтек», а также двух пилотов неконкурентоспособной в том сезоне команды «Пасифик». Однако, уже на 1-м круге гонки Скиаттарелла обогнал швейцарца, а спустя 8 кругов лидеры гонки уже обгоняли Делетраза на круг. Делетраз сошёл на 57-м круге из-за поломки коробки передач, к этому моменту проигрывая лидерам уже 10 кругов. На короткой австралийской трассе швейцарец проходил круги на 6 секунд медленнее лидеров, на 2 секунды медленнее, чем его партнёр по команде Хидэки Нода, и на 1—2 секунды медленнее, чем даже Скиаттарелла на куда более слабой машине. Слабая форма швейцарца и проблемы, которые он создавал лидерам гонки, вызвали шквал критики в отношении пилота как со стороны его коллег, так и со стороны журналистов.
Однако, спустя год Делетраз вновь нашёл себе место в Формуле-1. «Пасифик» к середине сезона 1995 года также нуждалась в услугах рента-драйверов. В результате, совладелец команды Бертран Гашо «продал» своё место в кокпите на последние 5 гонок сезона. Уже в первой тренировке за новую команду Делетраз, едва выехав в пятницу на трассу в португальском Эшториле, настолько снизил обороты двигателя перед поворотом, что его машина заглохла в повороте прямо на гоночной траектории. В квалификации швейцарец показал последнее 24-е время, уступив времени поул-позиции Дэвида Кухтхарда 12 секунд. В гонке, уже после 3 кругов, Делетраз отстал от лидера на 40 секунд, проходя круги на 12 секунд медленнее лидеров, на 6—7 секунд медленнее пилотов «Форти» и на 7—8 секунд медленнее, чем его партнёр по команде Андреа Монтермини. Спустя семь кругов после старта Делетраз вновь уступал лидерам целый круг, а ещё семь кругов спустя сошёл с трассы, сославшись на судорогу в левой руке.
На следующей гонке на «Нюрнбургринге» Делетраз в квалификации занял последнее место, более чем в 9 секундах от времени поул-позиции и в 3,2 секундах от времени Монтермини. В гонке швейцарец едва не выбил лидировавших Шумахера, Хилла и Бергера и чудом избежал столкновения на пит-лейне с бригадой механиков команды «Макларен». Добрался до финиша на 15-м и последнем месте, проиграв 7 кругов Михаэлю Шумахеру и два круга Педро-Паоло Динису на «Форти». В итоге в команде приняли решение расторгнуть договор со швейцарцем досрочно, под предлогом того, что он не смог перевести деньги за свои выступления в установленный срок.
Во многом благодаря «достижениям» Жана-Дени Делетраза, с 1996-го года в Формуле-1 было введено Правило 107 %, прозванное журналистами «правилом Делетраза», и призванное отсекать от Формулы-1 столь откровенных рента-драйверов.

### После Формулы-1
После ухода из Формулы-1 Делетраз сосредоточился на выступлениях в гонках на выносливость, где смог добиться значительных успехов, дважды победив в «24 часах Ле Мана» в классе LMP675. В 2007 году стал победителем «24 часов Спа-Франкоршама». Завершил активные выступление в автоспорте после «24 Часов Ле Мана» 2012 года.
Сын Луи также автогонщик.

## Результаты выступлений в Формуле-1
| Легенда к таблице |                                                                    |
| --- | ------------------------------------------------------------------ |
| В таблице перечислены результаты всех Гран-при Формулы-1, в которых принимал участие гонщик. Строками таблицы являются сезоны, столбцами — этапы чемпионата мира. В каждой клетке указаны сокращённое название этапа и результат, дополнительно обозначенный цветом. Расшифровка обозначений и цветов представлена в нижеследующей таблице. |                                                                    |
| \| Пример \| Описание \| \| ------------ \| ------------------------------------------------------------------ \| \| 1 \| Победитель \| \| 2 \| Второе место \| \| 3 \| Третье место \| \| 5 \| Финишировал, заработав очки \| \| Сход \| Не финишировал, но при этом заработал очки \| \| 12 \| Финишировал, не получив очков \| \| НКЛ \| Финишировал, но не попал в финальную классификацию \| \| 15 \| Участвовал вне зачёта, либо по отдельной классификации \| \| 18 \| Не финишировал, но попал в финальную классификацию \| \| Сход \| Не финишировал \| \| НКВ \| Не прошёл квалификацию \| \| НПКВ \| Не прошёл предквалификацию \| \| ДСК \| Дисквалифицирован \| \| ИСК \| Исключён из протокола соревнований \| \| ТТ \| Заявлен для участия только в тренировках \| \| НС \| Участвовал в квалификации, но не стартовал в гонке \| \| Т \| Травмирован или болен \| \| ОТК \| Отказ от участия \| \| НТР \| Прибыл на соревнования, но на трассу не выезжал \| \| НПР \| Был заявлен в числе участников, но не прибыл к началу соревнований \| \| О \| Соревнования отменены \| \| \| Не участвовал \| \| Поул-позиция \| \| \| Быстрый круг \| \| |                                                                    |
| Пример | Описание                                                           |
| 1 | Победитель                                                         |
| 2 | Второе место                                                       |
| 3 | Третье место                                                       |
| 5 | Финишировал, заработав очки                                        |
| Сход | Не финишировал, но при этом заработал очки                         |
| 12 | Финишировал, не получив очков                                      |
| НКЛ | Финишировал, но не попал в финальную классификацию                 |
| 15 | Участвовал вне зачёта, либо по отдельной классификации             |
| 18 | Не финишировал, но попал в финальную классификацию                 |
| Сход | Не финишировал                                                     |
| НКВ | Не прошёл квалификацию                                             |
| НПКВ | Не прошёл предквалификацию                                         |
| ДСК | Дисквалифицирован                                                  |
| ИСК | Исключён из протокола соревнований                                 |
| ТТ | Заявлен для участия только в тренировках                           |
| НС | Участвовал в квалификации, но не стартовал в гонке                 |
| Т | Травмирован или болен                                              |
| ОТК | Отказ от участия                                                   |
| НТР | Прибыл на соревнования, но на трассу не выезжал                    |
| НПР | Был заявлен в числе участников, но не прибыл к началу соревнований |
| О | Соревнования отменены                                              |
| | Не участвовал                                                      |
| Поул-позиция |                                                                    |
| Быстрый круг |                                                                    |

| Сезон | Команда   | Шасси          | Двигатель | Ш | 1   | 2   | 3   | 4   | 5   | 6   | 7   | 8   | 9   | 10  | 11  | 12  | 13       | 14     | 15  | 16       | 17  | Место | Очки |
| ----- | --------- | -------------- | --------- | - | --- | --- | --- | --- | --- | --- | --- | --- | --- | --- | --- | --- | -------- | ------ | --- | -------- | --- | ----- | ---- |
| 1994  | Larrousse | Larrousse LH94 | Cosworth  | G | БРА | ТИХ | САН | МОН | ИСП | КАН | ФРА | ВЕЛ | ГЕР | ВЕН | БЕЛ | ИТА | ПОР      | ЕВР    | ЯПО | АВС Сход |     | —     | 0    |
| 1995  | Pacific   | Pacific PR02   | Cosworth  | G | БРА | АРГ | САН | ИСП | МОН | КАН | ФРА | ВЕЛ | ГЕР | ВЕН | БЕЛ | ИТА | ПОР Сход | ЕВР 15 | ТИХ | ЯПО      | АВС | —     | 0    |